# Peter Winner
Peter Maria Frederik Gustaf Winner, född 23 februari 1910 i Czernowitz i Rumänien, död 27 november 1991 i Enköping, var en svensk skådespelare, regissör och manusförfattare.

## Filmografi

### Roller i urval
- 1948 – En svensk tiger
- 1949 – Törst
- 1950 – Sånt händer inte här
- 1951 – Bärande hav
- 1951 – Tull-Bom

### Regi i urval
- 1945 – Gomorron Bill!
- 1947 – Vår Herre tar semester
- 1958 – Tapto

## Teater

### Roller
| År   | Roll                | Produktion                       | Regi               | Teater           |
| ---- | ------------------- | -------------------------------- | ------------------ | ---------------- |
| 1947 |                     | Älskling, jag ger mig Mark Reed  | Sture Ericson      | Boulevardteatern |
| 1948 | Den tyske officeren | Fettpärlan Gösta Sjöberg         | Harry Roeck-Hansen | Blancheteatern   |
| 1949 | Stefan Bauer        | De fem fåglarna Staffan Tjerneld | Björn Berglund     | Blancheteatern   |